# Vitor Araujo São José

## Carreira
Vitor Araujo São José, (Paraíso do Tocantins,18 de maio de 1992) é um jogador de basquetebol. Atualmente joga pelo São José 